# HD 169830
HD 169830は、いて座にあるF型主系列星で、太陽系からの距離は、122.8光年と推定される。周囲に2つの木星型惑星を持つことが知られている。

## 特徴
| 太陽 | HD 169830 |
| ---- | --------- |
| 太陽 | Exoplanet |

HD 169830のスペクトル型は、F8 Vとされ、黄白色の主系列星である。自転周期は、8.3日と推定される。太陽と比べると、質量は4割、半径は8割、金属量は6割程大きい恒星である。表面重力は太陽の半分程とみられる。

## 惑星系
2000年4月15日、ジュネーブ天文台を中心とした惑星捜索グループが、視線速度法の観測から、質量が木星の3倍程度、公転周期226日という太陽系外惑星HD 169830 bの発見を公表した。2003年には、同じグループが今度は、質量が木星の4倍程度という系外惑星HD 169830 cを、太陽系でのメインベルト程度の軌道に発見した。
| 名称 （恒星に近い順） | 質量      | 軌道長半径 （天文単位） | 公転周期 (日) | 軌道離心率  | 軌道傾斜角 | 半径 |
| --------------------- | --------- | ----------------------- | ------------- | ----------- | ---------- | ---- |
| b                     | > 2.88 MJ | 0.81                    | 225.62 ± 0.22 | 0.31 ± 0.01 | —          | —    |
| c                     | > 4.04 MJ | 3.60                    | 2,102 ± 264   | 0.33 ± 0.02 | —          | —    |